# Barrviva
Barrviva (Androsace vitaliana) är en art i familjen viveväxter. Den förekommer naturligt i östra Pyrenéerna, samt i västra, centrala och sydöstra Alperna. Barrviva odlas ibland som trädgårdsväxt i Sverige. Blommorna är gula och heterostyla, bladen är hoprullade och barrliknande. Växtsättet är lågt och krypande och den trivs bäst i stenpartier. På grund av de heterostyla blommorna skildes barrvivan förr ut i ett monotypiskt släkte och hette då Vitaliana primuliflora, men genetiska studier har visat att barrvivan är en naturlig del av Androsace. Namnet vitaliana är till minne av Antonius Vitalianus som levde på 1600-talet. Det gamla artepitetet primuliflora betyder vive-blommig.

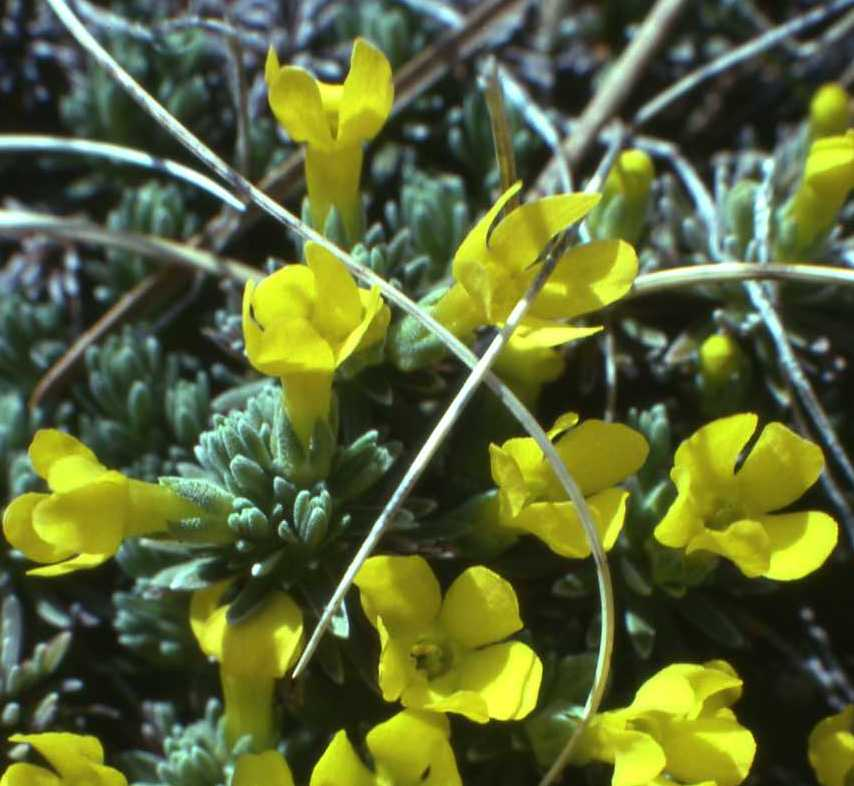
Barrviva